# Institutionskritik
Institutionskritik eller Institutionell kritik är en term som exempelvis används inom filosofi, sociologi och inom konstvärlden och som refererar till olika metoder att kritisera institutioner och dess maktstrukturer. Institutionen kan innebära allt ifrån det normaliserande samhället till faktiska institutioner som exempelvis ett konstmuseum eller en kommun.
Inom konstvärlden ligger kritiken på flera plan; exempelvis vilka det är som väljer ut vilka eller vad som visas upp, urvalsmekanismer som exempelvis blottlägger rasism och sexism, eller hur konstmarknaden annekterar och skapar produkter av konstverken som därmed mister sitt radikala värde eller ursprungliga politiska ställningstagande. 
Under 1960-talet kom det fram ett antal konstnärer som exempelvis Hans Haacke som i sin konst pekade på olika mekanismer inom konstvärlden som i det närmaste bakband konstnärer genom olika former av utnyttjandestrukturer. Dessa konstnärer hade en utpräglad vi och de-polarisering där "de" var konstmuseer, konsthallar och gallerier medan konstnärerna stod på andra sidan. Den andra vågen kom på 1970-talet med konstnärer som Fred Wilson och Andrea Fraser som istället arbetade inifrån institutionerna med samlingar och förmedling för att påvisa orättvisor och förtryck. Idag finns det flera konstnärer som arbetar med institutionell kritik som exempelvis skapar egna "pseudoinstitutioner" för att förevisa ekonomiska strukturer, arbetsförhållanden och konstvärldens förtjusning i spektakel. 
Ett resultat som den institutionella kritiken har fört med sig är att både institutionsbegreppet och kritikbegreppet har tvingats omformuleras.